# Шихлинский, Рустам-бек Мамед-Ага оглы
Рустам-бек Мамед-Ага оглы Шихли́нский (1878—1920) — российский и азербайджанский военный, полковник, родной брат генерал-майора Джавад-бека Шихлинского и племянник генерала от артиллерии Али-Ага Шихлинского.

## Биография
Рустам-бек Мамедага оглы родился в небольшом селении Казахлы Казахского уезда Елизаветпольской губернии (ныне село Ашагы-Салахлы Казахского района Азербайджана) в семье помещика. Общее образование получил в Тифлисском кадетском корпусе.

## Служба в российской армии
В службу вступил юнкером в Михайловское артиллерийское училище в Санкт-Петербурге. После окончания училища направлен подпоручиком в 39-ю артиллерийскую бригаду 1-го Кавказского армейского корпуса. На 1-е января 1909 года штабс-капитан. С 1910 года в 1-м Кавказском стрелковом артиллерийском дивизионе.

## Первая мировая война
Участник Первой мировой войны, воевал в составе 1-го Кавказского стрелкового артиллерийского дивизиона. За боевые заслуги в 1915 году капитан Р. Шихлинский был удостоен орденов Святой Анны 4-й степени с надписью «За храбрость» и Святого Владимира 4-й степени с мечами и бантом.

## Служба в Азербайджане
В конце 1917 года прибыл в Азербайджан и поступил на службу во вновь формируемый согласно приказу № 155 от 11 декабря 1917 года главнокомандующего войсками Кавказского фронта генерала от инфантерии М. А. Пржевальского Мусульманский корпус, переименованный 26 июня 1918 года постановлением Совета Министров Азербайджанской Республики в Отдельный Азербайджанский корпус (командир, бывший командующий 10-й армии Западного фронта генерал-лейтенант Али-Ага Шихлинский). В начале июля 1918 года корпус был расформирован и его части вместе с прибывшими 5-й Кавказской и 15-й Чанахгалинской турецкими дивизиями вошли в состав вновь сформированной Кавказской исламской армии Нури-паши. Подполковник Рустам бек Шихлинский был назначен командиром формировавшегося тяжелого артиллерийского дивизиона.
Продолжил службу в армии Азербайджанской Демократической Республики. Командовал 2-м горным артиллерийским дивизионом, а с 5 февраля 1919 года Отдельным гаубичным дивизионом. 28 февраля был произведён в полковники. На базе школы прапорщиков Азербайджанской Республики в октябре 1919 года было создано Военное училище, состоявшее из пехотного, артиллерийского, инженерного, а также специального курдского отделений. В разное время во главе училища стояли полковники Ширин-бек Кесаманский, Рустам бек Шихлинский и генерал-майор Константин Чхеидзе.
В мае 1920 года Рустам-бек был одним из активных организаторов восстания в Гяндже. В том же году был расстрелян большевиками.